# Somabrachys dubar
Somabrachys dubar is een vlinder uit de familie van de Somabrachyidae. De wetenschappelijke naam van de soort is voor het eerst geldig gepubliceerd in 1907 door Powell.